# 東康登 (阿肯色州)
東康登（英語：East Camden）是一個位於美國阿肯色州沃希托縣的城市。

## 地理
東康登的座標為33°36′27″N 92°44′30″W / 33.60750°N 92.74167°W，而該地的平均海拔高度為38米（即125英尺）。

## 人口
根據2020年美國人口普查的數據，東康登的面積為1.97平方千米，皆為陸地。當地共有人口798人，而人口密度為每平方千米405人。